# Protodejeania dichroma
Protodejeania dichroma là một loài ruồi trong họ Tachinidae.